# 208351 Sielmann
208351 Sielmann este un asteroid din centura principală de asteroizi.

## Descriere
208351 Sielmann este un asteroid din centura principală de asteroizi. A fost descoperit pe 8 septembrie 2001 la Drebach de André Knöfel. Asteroidul prezintă o orbită caracterizată de o semiaxă mare de 3,15 ua, o excentricitate de 0,19 și o înclinație de 25,3° în raport cu ecliptica.